# Тайвань на зимних Олимпийских играх 2018
Тайвань на зимних Олимпийских играх 2018 года был представлен 4 спортсменами в 2 видах спорта.

## Состав сборной
Конькобежный спорт
1. Уильям Тай
2. Сун Цинъян
3. Хуан Юйтин

 Санный спорт
1. Лянь Дэань

## Результаты соревнований

### Коньковые виды спорта

#### Конькобежный спорт
По сравнению с прошлыми Играми в программе конькобежного спорта произошёл ряд изменений. Были добавлены соревнвнования в масс-старте, где спортсменам необходимо будет преодолеть 16 кругов, с тремя промежуточными финишами, набранные очки на которых помогут в распределении мест, начиная с 4-го. Также впервые с 1994 года конькобежцы будут бежать дистанцию 500 метров только один раз. Распределение квот происходило по итогам первых четырёх этапов Кубка мира. По их результатам был сформирован сводный квалификационный список, согласно которому сборная Тайваня стала обладателем олимпийских квот на четырёх дистанциях. Олимпийские лицензии для страны принесли Сун Цинъян и Хуан Юйтин. Тайвань стал одной из двух стран, которые дебютировали в конькобежном спорте в рамках Олимпийских игр.
Мужчины
Индивидуальные гонки
| Соревнование | Спортсмены | Результат | Место | Отставание |
| ------------ | ---------- | --------- | ----- | ---------- |
| 500 метров   | Сун Цинъян | 35,86     | 34    | +1,45      |
| 1500 метров  | Уильям Тай | 1:50,63   | 34    | +6,62      |

Женщины
Индивидуальные гонки
| Соревнование | Спортсмены | Результат | Место | Отставание |
| ------------ | ---------- | --------- | ----- | ---------- |
| 500 метров   | Хуан Юйтин | 38,98     | 22    | +2,04      |
| 1000 метров  | Хуан Юйтин | 1:16,44   | 20    | +2,88      |
| 1500 метров  | Хуан Юйтин | 2:18,84   | 26    | +24,49     |

### Санный спорт
Квалификация спортсменов для участия в Олимпийских играх осуществлялась на основании рейтинга Кубка мира FIL по состоянию на 1 января 2018 года. По его результатам сборная Тайваня смогла завоевать одну лицензию в мужских соревнованиях.
Мужчины
| Соревнование | Спортсмены | 1 заезд   | 1 заезд | 2 заезд   | 2 заезд | 3 заезд   | 3 заезд | 4 заезд              | 4 заезд              | Итоговый результат | Итоговое место | Отставание |
| Соревнование | Спортсмены | Результат | Место   | Результат | Место   | Результат | Место   | Результат            | Место                | Итоговый результат | Итоговое место | Отставание |
| ------------ | ---------- | --------- | ------- | --------- | ------- | --------- | ------- | -------------------- | -------------------- | ------------------ | -------------- | ---------- |
| одиночки     | Лянь Дэань | 52,121    | 39      | 51,472    | 39      | 50,545    | 40      | завершил выступление | завершил выступление | 2:34,138           | 38             | —          |